# Rugate Ridge
Rugate Ridge (englisch für Faltengrat) ist ein hoher, sich nach Osten erstreckender Gebirgskamm an der Oskar-II.-Küste des Grahamlands auf der Antarktischen Halbinsel. Er ragt zwischen dem Green- und dem Evans-Gletscher auf.
Der Falkland Islands Dependencies Survey nahm 1955 seine Vermessung vor. Das UK Antarctic Place-Names Committee gab ihm 1957 seinen deskriptiven Namen.